# Ahmed Sekou Touré
Ahmed Sekou Touré (ur. 9 stycznia 1922 w Faranah, zm. 26 marca 1984 w Cleveland) – gwinejski polityk, działacz niepodległościowy, prezydent Gwinei.

## Życiorys
Urodził się 9 stycznia 1922 roku w miejscowości Faranah w Gwinei. Pochodził z rolniczej rodziny, syn Alpha i Aminaty Touré. Był członkiem grupy etnicznej Malinke (grupa Mande) i muzułmaninem (później ogłosił, że jego religią są „wszystkie wyznania“). Ukończył francuskojęzyczną szkołę podstawową a następnie rozpoczął naukę w szkole technicznej w Konakry. W 1936 roku po udziale w strajku został wydalony ze szkoły. Pracował jako urzędnik pocztowy. Zainteresował się ruchem robotniczym, zorganizował pierwszy udany strajk we francuskiej Afryce Zachodniej (trwał 76 dni). W 1945 roku znalazł się w gronie założycieli Federacji Związków Robotniczych Gwinei oraz wybrany został sekretarzem generalnym związku pracowników poczty i telekomunikacji. W 1946 został sekretarzem generalnym gwinejskiego oddziału komunistycznej Powszechnej Konfederacji Pracy (CGT). W 1950 roku awansował na sekretarza generalnego Komitetu Koordynacyjnego CGT dla francuskiej Afryki Zachodniej i Togolandua w 1958 roku na przewodniczącego CGT.
Oprócz działalności związkowej zaangażował się w politykę. W 1946 roku jeden z współzałożycieli Afrykańskiego Zjednoczenia Demokratycznego. W tym samym roku wybrany został do Zgromadzenia Ustawodawczego Gwinei. W 1947 roku założył Demokratyczną Partię Gwinei (PDG), której to w 1950 roku został sekretarzem generalnym. PDG opowiadała się za całkowitą likwidacją kolonializmu, ale również przeciwko utrzymaniu tradycyjnych struktur społecznych (instytucja wodzostwa, kastowość). Dwukrotnie (w 1951 i 1954) wybrany do francuskiego Zgromadzenia Narodowego (niemniej jednak jego udział w pracach parlamentu zablokowano). W 1955 roku wystartował w wyborach na burmistrza Konakry w których zdobył zdecydowaną przewagę głosów. Rok później dopuszczony do prac Zgromadzenia Narodowego (kadencję sprawował do 1958). Pod koniec roku 1957 został wiceprzewodniczącym Rady Ustawodawczej Gwinei.
W 1958 roku po referendum niepodległościowym zwycięskim dla zwolenników niezależności odbyły się wybory w których zwycięstwo odniosła formacja Touré. W latach 1958–1972 był on przewodniczącym rządu niepodległej Gwinei a od 1961 roku prezydentem. Demokratyczna Partia Gwinei stała się monopartią. Touré zerwał dotychczasowe więzi z Francją, na co dawna metropolia odpowiedziała zawieszeniem wszelkiej pomocy dla Gwinei. Odrzucił także kapitalistyczną drogę rozwoju, wybierając socjalizm. W niepodległym kraju wprowadzono jednopartyjne rządy PDG. Rząd realizował lewicowe reformy (w tym nacjonalizację niektórych gałęzi gospodarki, banków zagranicznych, ziemi, wprowadzenie bezpłatnego szkolnictwa i częściowo opieki medycznej). Przeprowadzono reorganizację administracji państwowej i afrykanizację kadr.
Touré o pomoc zwrócił się do sąsiedniej Ghany, która udzieliła Gwinei pożyczek w wysokości 28 milionów dolarów. Touré łączyły dobre relacje z tamtejszym prezydentem Kwame Nkrumahem – obydwaj politycy byli zwolennikami panafrykanizmu. Gwinea i Ghana deklarowały chęć zjednoczenia się do czego jednak nigdy nie doszło na skutek obalenia Nkrumaha przez wojsko (po tym wydarzeniu otrzymał on w Gwinei azyl polityczny). Początkowo utrzymywał dobre stosunki z blokiem wschodnim. W 1960 roku udał się do Chin a następnie ZSRR, gdzie zabiegał o pomoc gospodarczą. W tym samym roku Touré został odznaczony Międzynarodowa Leninowską Nagrodą Pokoju. Zbliżenie do bloku wschodniego okazało się chwilowe, już w 1961 roku prezydent wydalił radzieckiego ambasadora i oskarżył ZSRR o spiskowanie w celu wywołania w kraju rewolucji.
Wraz z wydaleniem radzieckiego ambasadora Touré dokonał politycznego zwrotu i otworzył się na Stany Zjednoczone. W 1963 roku spotkał się z prezydentem Johnem Fitzgeraldem Kennedym, który udzielił Gwinei wsparcia ekonomicznego. W kolejnych latach Gwinea unikała angażowania się w zimną wojną lawirując pomiędzy stronami konfliktu (co zaowocowało przyjmowaniem pomocy zarówno z USA i ZSRR). Gwinea ponadto aktywnie uczestniczyła w ruchu państw niezaangażowanych. 
Najbardziej napięte relacje dzieliły jego rząd z Senegalem, Francją i Wybrzeżem Kości Słoniowej. Uległy one dalszemu napięciu w kwietniu 1960 roku, gdy ogłoszono rozbicie nieudanego puczu. Do kolejnej nieudanej próby odsunięcia Touré miało dojść w 1965 roku. Prezydent o zainspirowanie puczu oskarżył Wybrzeże Kości Słoniowej. W tym samym roku działalność rozpoczęła antyrządowa grupa Front pour la libération nationale de Guinée (FLNG). Przywódcy grupy znajdowali się na emigracji we Francji, Senegalu i Wybrzeżu Kości Słoniowej. Do walki z FLNG prezydent oprócz regularnej armii wykorzystał partyjną milicję liczącą w połowie lat 60. około 30 tysięcy osób. Gwinea wspierała partyzantów walczących o niepodległość Gwinei Bissau należącej wówczas do Portugalii. W 1970 roku Portugalia wszczęła kampanię propagandową przeciwko Gwinei na łamach NATO a 22 listopada przeprowadziła nieudany atak na Gwineę. Po powstrzymaniu inwazji jego rządy stały się coraz bardziej represyjne a on sam coraz bardziej ostrożny.
Od 1975 roku postępowała odwilż w relacjach zagranicznych. Gwinea przywróciła relacje z Francją w zamian za co Francuzi wstrzymali swoją pomoc dla przeciwników Touré. Gwinea zrekompensowała ponadto straty jakie francuscy przedsiębiorcy ponieśli w wyniku nacjonalizacji oraz zezwoliła na francuskie inwestycje. Od 1978 roku wdrażał plan liberalizacji gospodarczej, ocieplił także relacje z Senegalem i Wybrzeżem Kości Słoniowej. Aktywny jako mediator. W połowie lat 70. brał udział w mediacjach pomiędzy Mali i Górną Woltą, a w 1982 roku stanął na czele delegacji Organizacji Współpracy Islamskiej prowadzącej mediacje w trakcie wojny iracko-irańskiej. W 1982 roku został wybrany przewodniczącym Organizacji Jedności Afrykańskiej, blokując w ten sposób wybór na to stanowisko przywódcy Libii Mu'ammara al-Kaddafiego.
Zmarł na zawał serca w marcu 1984 roku. W kwietniu odbył się wojskowy zamach stanu który zlikwidował ugruntowany przez niego monopartyjny system rządów Demokratycznej Partii Gwinei.